# Pepi Bader
Josef "Pepi" Bader, född 29 maj 1941 i Grainau, Bayern, död 30 oktober 2021 i Garmisch-Partenkirchen, Bayern, var en tysk bobåkare som tävlade för Västtyskland.
Bader blev olympisk silvermedaljör i tvåmansbob vid vinterspelen 1972 i Sapporo.